# Castell de Sant Elm (Rosselló)

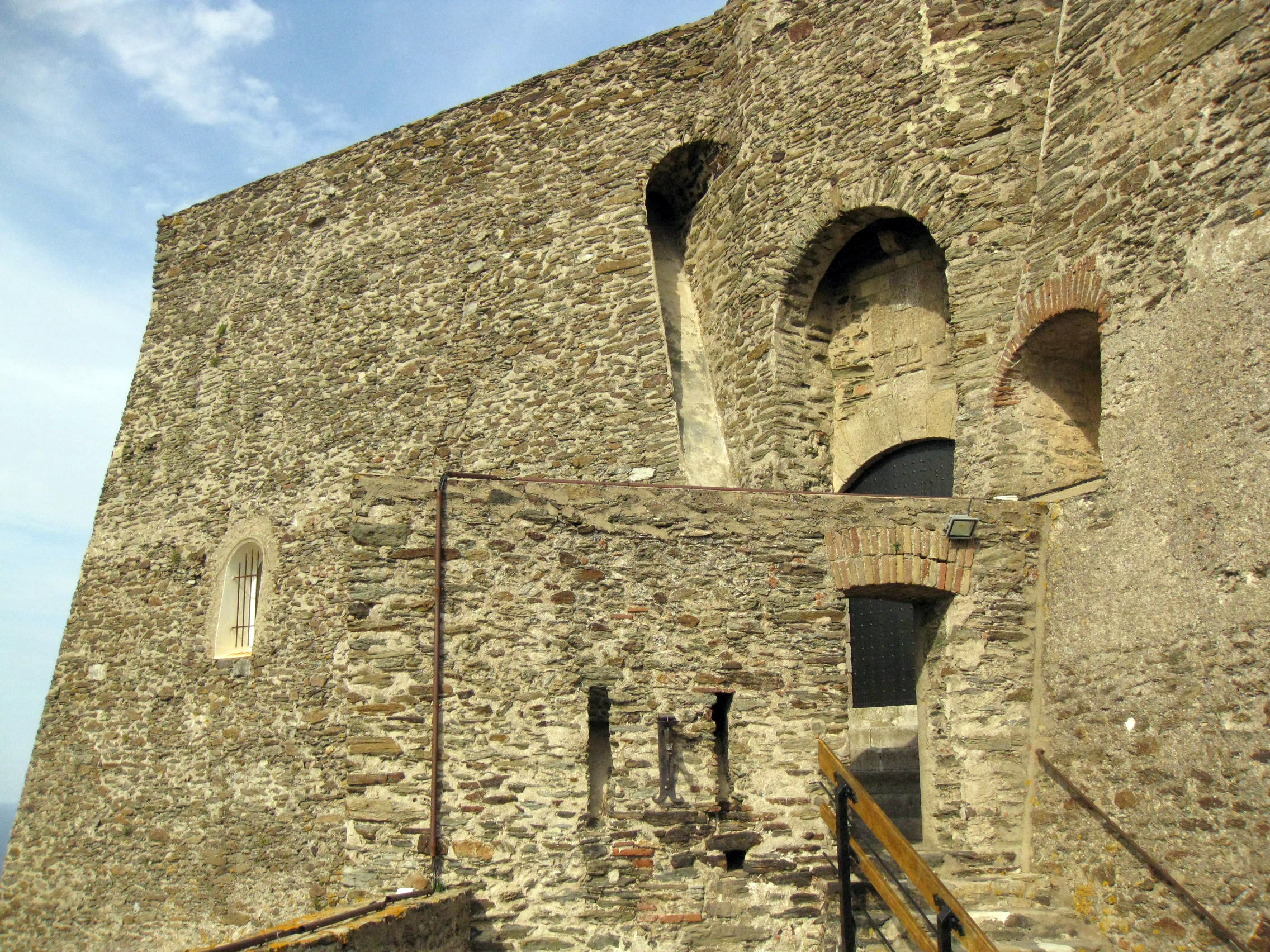
El Castell de Sant Elm

El Castell de Sant Elm, també anomenat Torre o Fort, és una fortificació situada en el terme comunal de Cotlliure, a la comarca del Rosselló, a la Catalunya Nord.

## Localització
Situat al sud-est de Cotlliure i al sud-oest de Portvendres, a 170 m d'altitud, sobre la línia de cresta que separa els dos pobles, el castell es beneficia d'una vista panoràmica que va del massís de les Corberes fins als contraforts del Canigó, així com a tota la costa, des de Leucata fins al Cap de Biarra. Això li va donar el seu paper estratègic de vigilància de la plana del Rosselló.

## Toponímia
Per al nom del castell, la hipòtesi més probable és que es tracta d'una referència a Sant Elm, el patró dels mariners, protector dels vaixells.
D'aquí ve el nom de Foc de Sant Elm donat als llamps que recorren els pals carregats d'electricitat per temps de tempesta, perquè segons els relats, apareixia en les tempestes, en el cim dels pals dels vaixells, una llum a mà per protegir-los.

## Història

### Edat mitjana
Les primeres mencions del lloc daten del segle IX, amb la torre construïda després de les invasions àrabs i l'ocupació de la Septimània, del 719 al 759.
A partir del segle XII va prendre el nom de Torre de la Guàrdia, i va ser modificada i millorada moltes vegades, pels reis de Mallorca, així com per Pere el Cerimoniós, rei d'Aragó, durant la reintegració del Regne de Mallorca a la Corona d'Aragó.
Formava part d'una xarxa de dispositius de vigilància amb la Torre de la Maçana i la Torre de Madaloc, que es poden retrobar a tota la costa dels Països Catalans. Tenia una posició estratègica per la defensa de la Marenda, especialment de la vila de Cotlliure i del seu port, que era l'únic de tot el comtat del Rosselló.
Aquestes torres comunicaven amb senyals de fum per advertir els habitants de l'arribada possible de l'enemic. La fusta seca servia per encendre focs a la nit per alertar les guarnicions del comtat; i el dia, la fusta verda servia per alliberar grans quantitats de fum, comunicant així amb les altres torres i places fortes de la regió.
A la segona meitat del segle xv, els francesos van controlar per primer cop el Rosselló entre 1462 i 1493, aprofitant la Guerra Civil catalana, i van fer canvis a la fortificació, amb una part de les muralles que daten d'aquesta època.

### Edat moderna
Al segle xvi, el Rosselló era una part important de la Monarquia Hispànica. Perpinyà és un dels centres industrials, culturals i comercials més importants amb un vincle particular amb Itàlia i la seva riquesa.
El progrés de l'artilleria moderna va canviar profundament l'art de la guerra i les tècniques de setge. És per això que l'emperador Carles V va realitzar uns treballs entre 1538 i 1552 per transformar l'exterior de la fortalesa, donant-li un aspecte en forma d'estrella amb sis angles punxants i murs en pendent.
Malgrat totes aquestes modificacions, el castell va ser pres per les tropes franceses per segona vegada, el 13 d'abril de 1642, durant la Guerra dels Segadors.
Amb el Tractat dels Pirineus i l'annexió dels Comtats de Rosselló i Cerdanya pel regne de França, el castell va ser canviat i modernitzat nombroses vegades per Vauban i va conservar el seu paper de vigilància, però aquesta vegada la de la nova frontera.
Durant la Revolució Francesa, precisament durant la Guerra del Rosselló, la regió va ser escenari de sagnants combats entre els exèrcits revolucionaris i l'exèrcit espanyol. El maig de 1793 la ciutat va ser assetjada per les tropes espanyoles que van capturar el castell després de la traïció del seu comandant, el cap de batalló Dufour, que va refusar l'accés a les tropes franceses i es va rendir.
Quatre mesos després de la rendició, les tropes franceses van envoltar les forces espanyoles el 3 de maig de 1794, i van aixafar el castell sota onze mil projectils, obligant els seus defensors a rendir-se.

### Edat contemporània

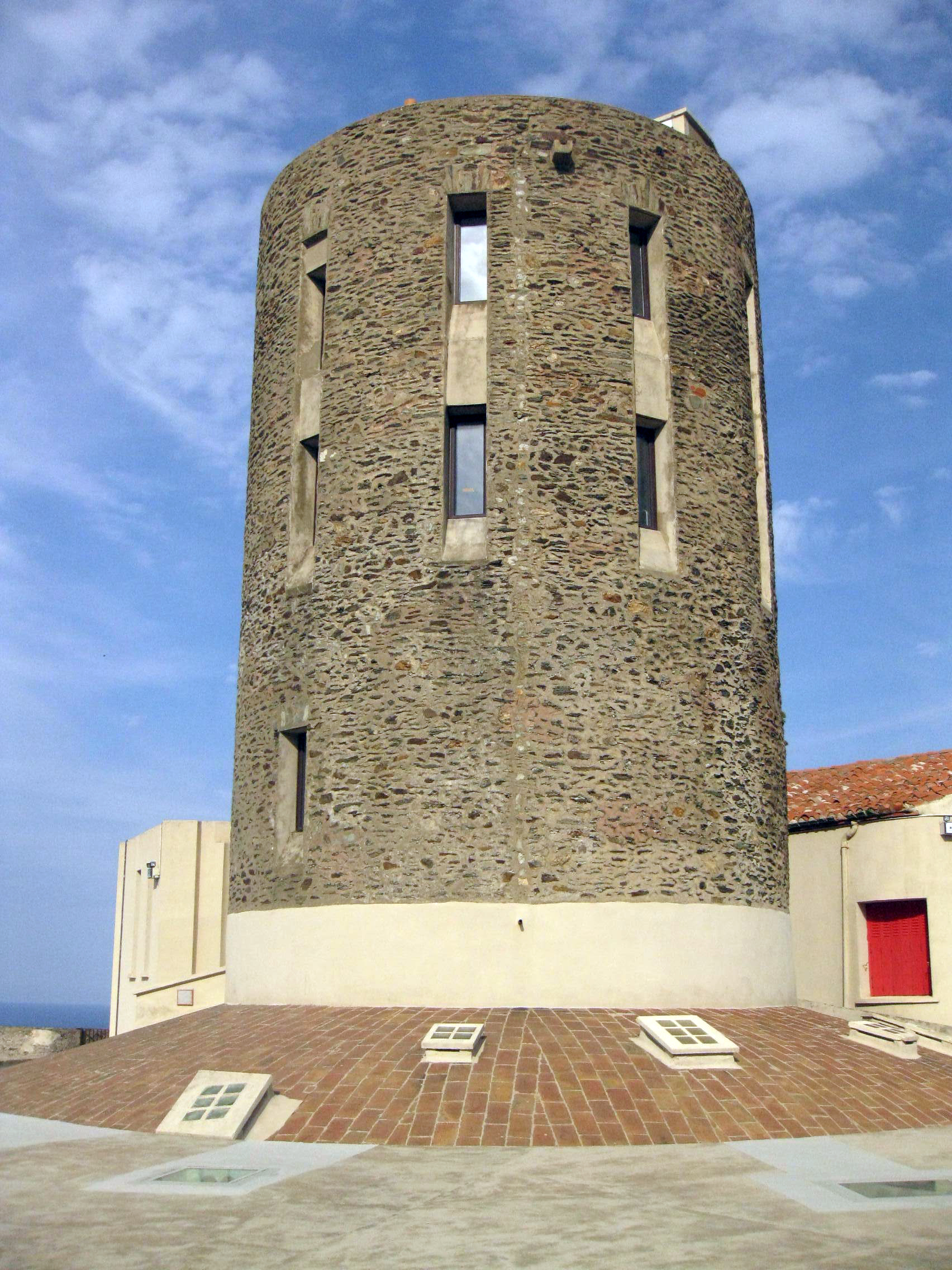
La Torre de la Guàrdia, molt transformada

El 1903, el castell va ser desmilitaritzat i abandonat fins a la seva compra i la seva primera renovació el 1936. Però poc després, la Segona Guerra Mundial va esclatar i França va ser ocupada per les tropes alemanyes, i el castell va servir de 1942 a 1944 a la Kriegsmarine, la marina alemanya, com a observatori del litoral rossellonès.
Alguns edificis del castell seran dinamitats en el moment de la sortida dels alemanys al final de la guerra, i continuaran sent destruïts fins al 2004, durant els grans treballs de restauració.
Així, des de 2008, el castell és un museu privat que ofereix col·leccions d'armes medievals i contemporànies.

## Arquitectura
Al centre del castell d'època moderna es troba una torre medieval, la Torre de la Guàrdia, que data del segle xiii. És esmentada el 1346 com a turris Guardiae Coquiliberi, i el 1374 com a la torre qui es en un pujol sobre la esgleya dels Preÿcadors, vers Port Vendres. És, avui dia, l'única que roman dempeus de tot un seguit de torres similars que hi havia en els turons que envolten Cotlliure.
La Torre de la Guàrdia és una torre de cilíndrica, amb una alçada que ateny els 30 metres, tot i que li manquen els merlets que la coronaven. En una moderna reconstrucció s'hi van obrir tot al voltant unes finestres llargues que no hi eren originalment i desfiguren notablement la seva autenticitat. La porta de la torre és a ran de terra, amb una factura que la fa parella a la de la Torre de Madaloc. Tot i que alguns autors l'han datada al segle x, la seva similitud amb la de Madaloc i la de la Maçana la situarien al segle xiii.